# ایکریانویه
ایکریانویه (روسی: Икряное) یک منطقهٔ مسکونی در روسیه است که در استان آستراخان واقع شده‌است.